# Rhododendron 'Lavendula'
Rododendron 'Lavendula' er en busk med lavendelblå blomster og en aromatisk duft. Sorten er en hybrid, hvori indgår bl.a. arterne Rhododendron russatum, Rhododendron saluenense og Rhododendron rubiginosum. 

## Beskrivelse
Det er en lav busk med en bredt opret, kompakt vækst. Bladene er stedsegrønne, bredt ovale og aromatisk duftende. Oversiden er mørkegrøn, mens undersiden er mat lysegrøn. Blomstringen sker ved månedsskiftet maj-juni, hvor busken bærer talrige stande af lavendelblå blomster, der hver har en brunrød svælgtegning. Frugterne er tørre, opsprækkende kapsler.
Rodnettet er meget tæt forgrenet med filtede finrødder. Planten er afhængig af at få etableret en symbiose med mykorrhiza-svampe.
Højde x bredde og årlig tilvækst: 1,00 x 1,00 m (10 x 10 cm/år).

## Anvendelse
Sorten er – som alle blad-stedsegrønne – sart over for barfrost. Den bør derfor plantes i let skygge fra bygninger eller overstandere.